# Oratorio del Riscatto
L'oratorio del Riscatto, noto anche come oratorio di San Luigi, è un luogo di culto cattolico dalle forme barocche e neoclassiche, situato in via Giuseppe Garibaldi a San Secondo Parmense, in provincia e diocesi di Parma; è sussidiario della parrocchiale dell'Annunciazione di Maria Vergine di San Secondo Parmense e fa parte della zona pastorale della Bassa.
Fu edificato nel XVIII secolo per volere della confraternita del Riscatto, durante il marchesato di Federico II de' Rossi.

## Storia

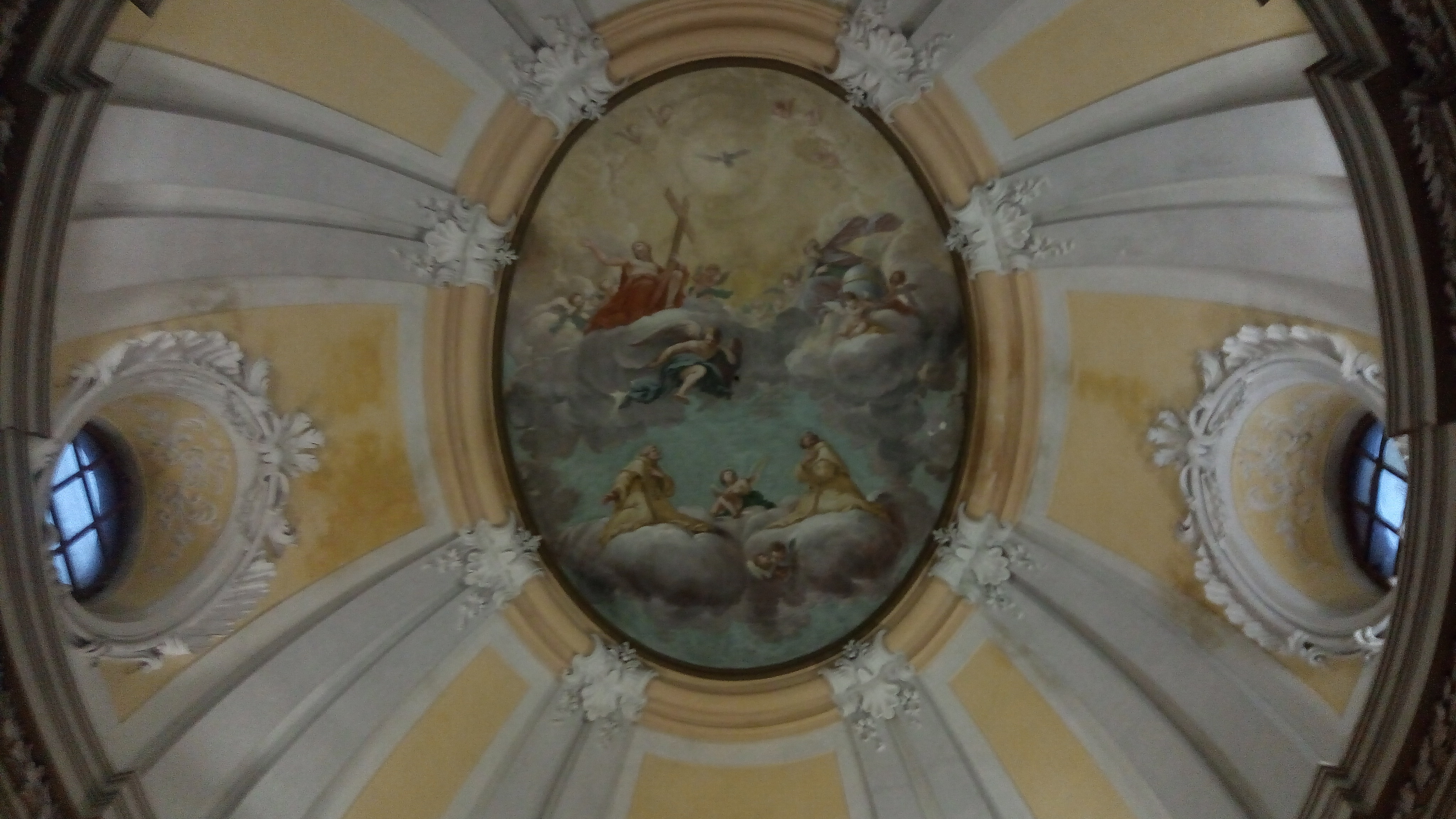
La volta dell'oratorio

Durante il XVI e XVII secolo vennero fondate a San Secondo Parmense numerose confraternite, ognuna delle quali possedeva un proprio oratorio, era il caso, ad esempio, della Confraternita del Santo Sacramento che promosse la costruzione dell'Oratorio omonimo ancora esistente anche se sconsacrato e ridotto dal 1919 a magazzino e della Confraternita del Santo Rosario che edificò l'Oratorio di San Domenico sconsacrato nel 1932 e ridotto ad abitazione civile.

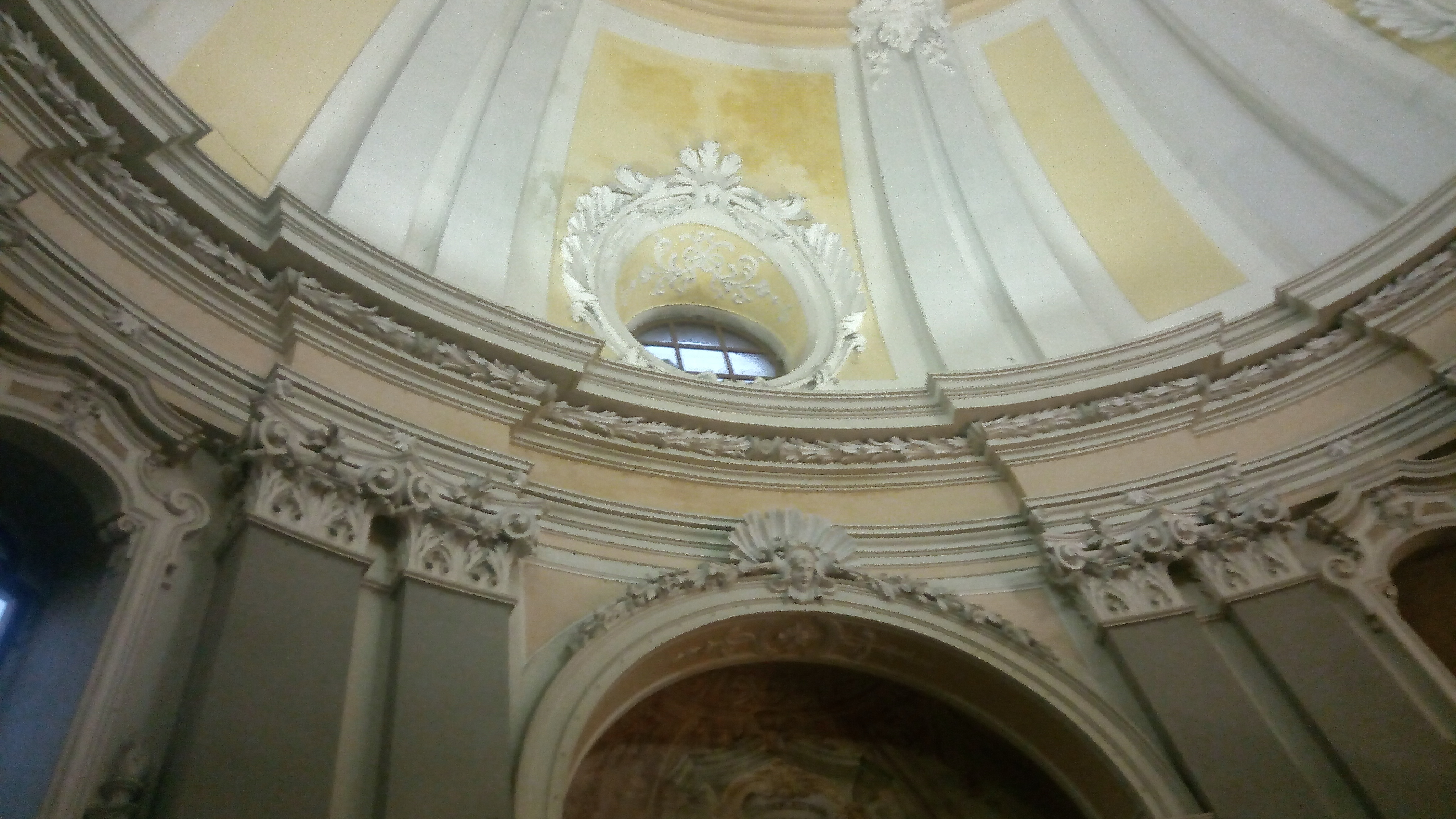
Particolare del cornicione e dei decori

Una di queste confraternite, denominata Confraternita della Beata Vergine del Riscatto, così chiamata perché aveva fra le sue finalità una raccolta di fondi per riscattare i cristiani catturati dagli infedeli, decise all'inizio del XVIII secolo di dotarsi di un oratorio per le assemblee dei confratelli e il culto del sodalizio.

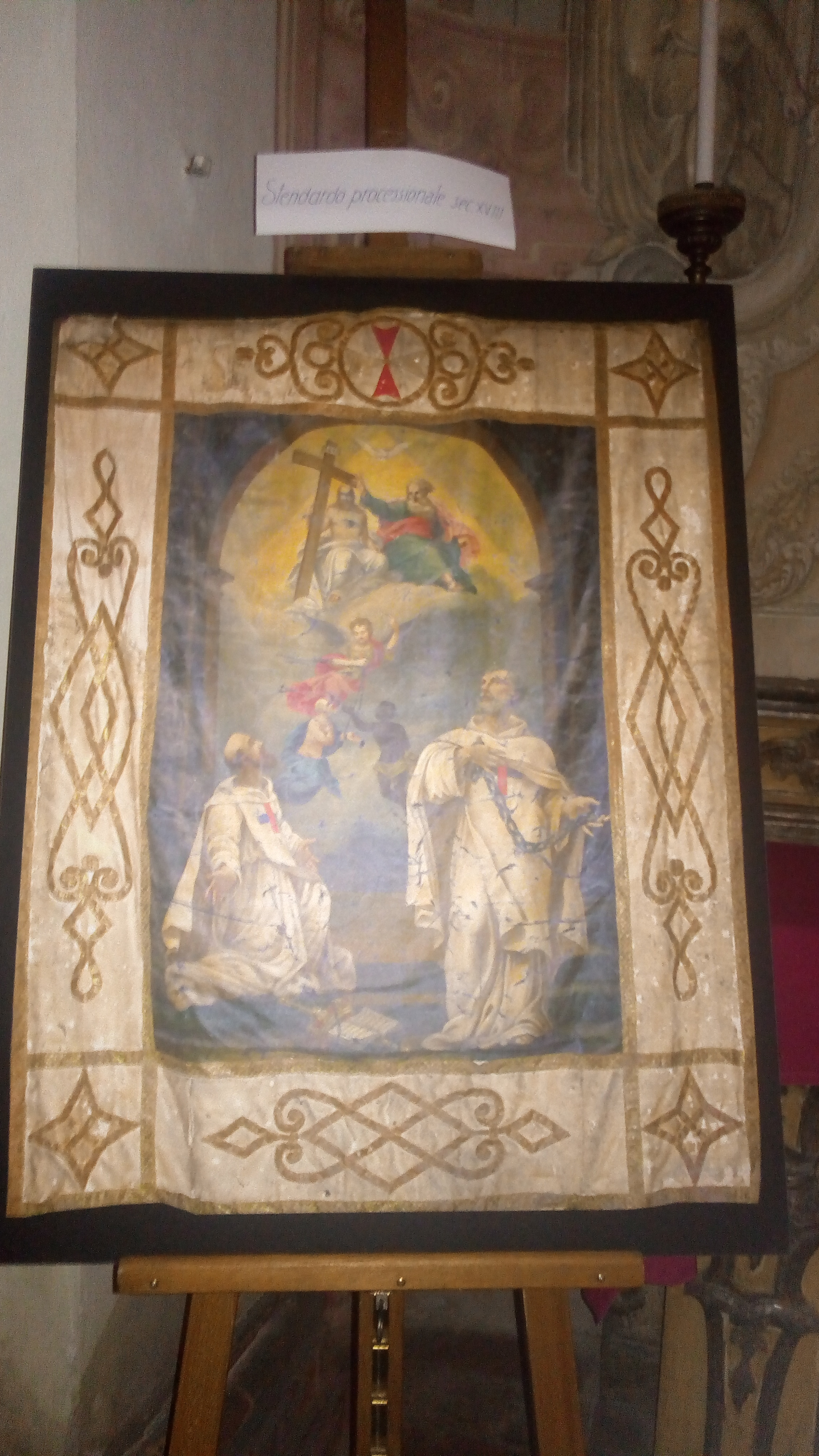
Stendardo processionale della confraternita

La costruzione venne avviata nel 1717 su progetto dell'architetto Maj, con la direzione dei lavori affidata al capomastro Bernardino Poma e terminò nel 1729. All'interno, invece, la struttura venne terminata in epoca successiva: gli arredi liturgici vennero completati grazie al lascito di Ippolito Rossi, fratello del marchese Federico II e vescovo di Camerino, sempre al medesimo periodo risalgono le decorazione dei fondali delle cappelle dell'oratorio.
Nel 1964 vennero eseguiti interventi di restauro; altri sono stati effettuati in tempi più recenti e si sono conclusi nel 2021.

## Descrizione

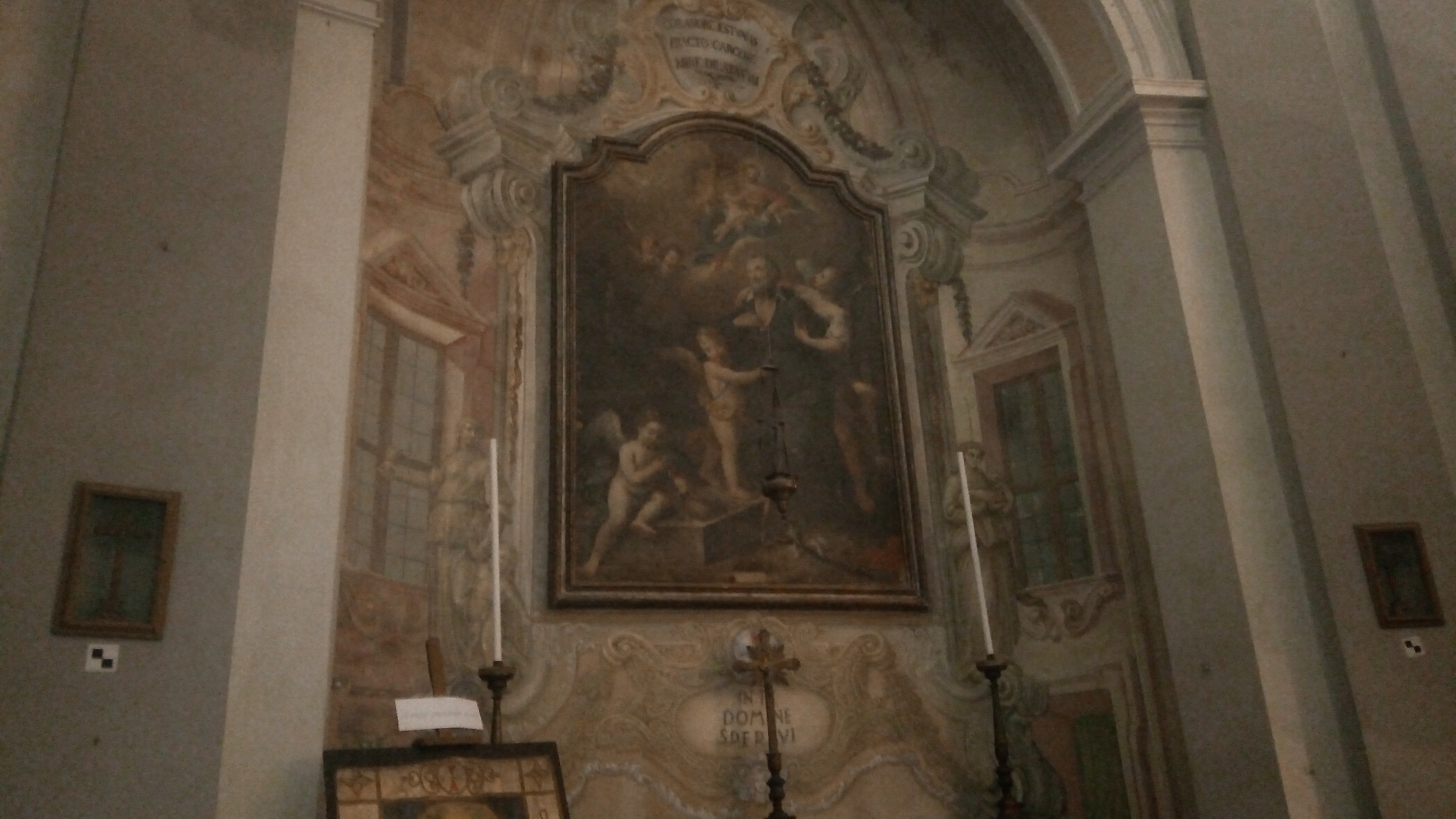
San Filippo Neri

Posto sull'asse viario principale del paese, l'oratorio è caratterizzato da una pianta a croce greca con presbiterio addossato ad est. L'esterno è contraddistinto da una facciata trapezia in stile neoclassico, resa possibile dalla collocazione dell'edificio fra due strade. L'interno l'edificio è impreziosito da eleganti paraste allineate, chiuse da capitelli corinzi e da medaglioni tondi.

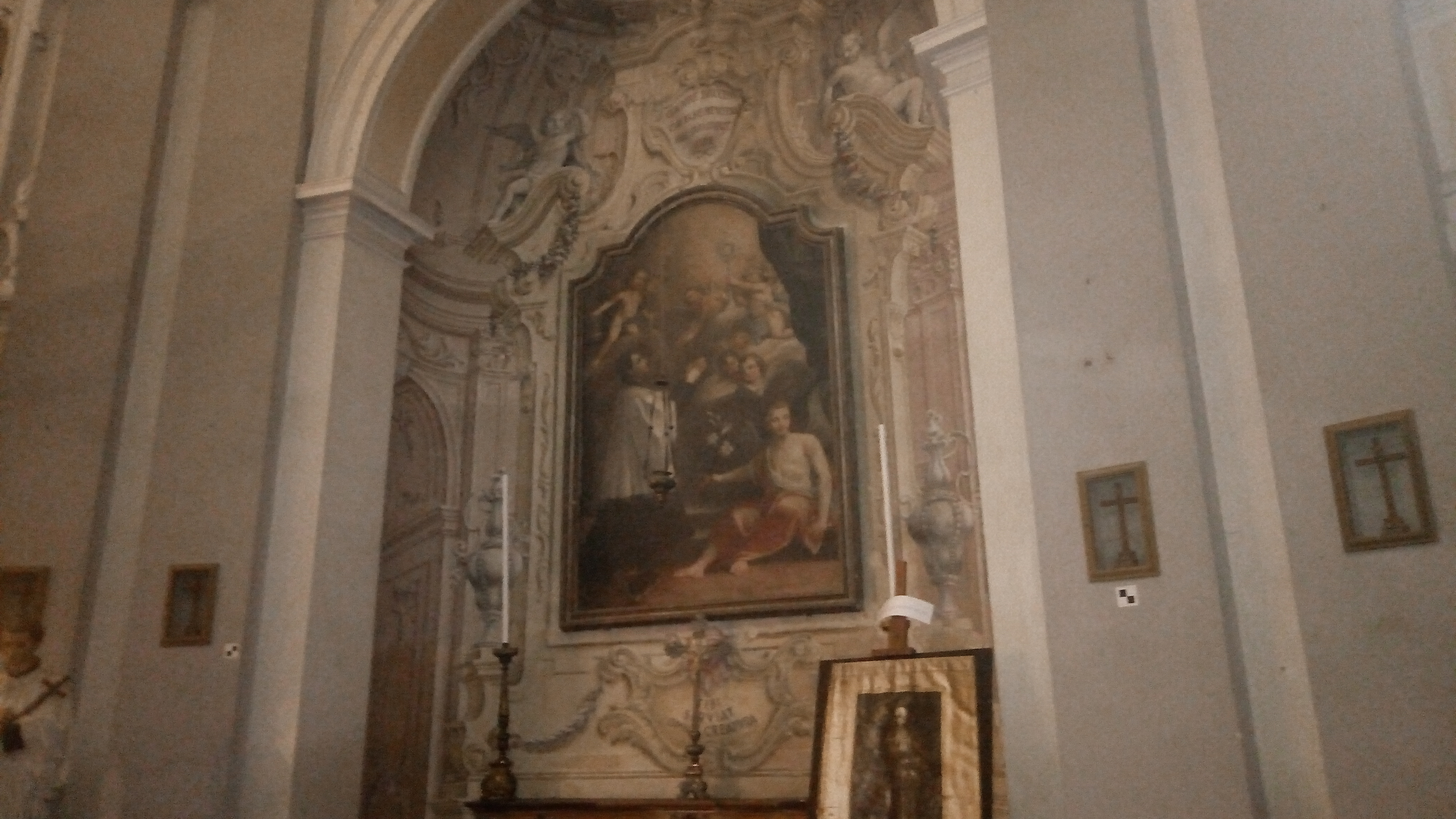
San Luigi Gonzaga

Sono presenti nella chiesa due altari dedicati rispettivamente a San Filippo Neri e San Luigi Gonzaga, le pale d'altare vennero realizzate dall'artista Giacomo Facchini nel 1763 grazie al lascito già menzionato di Ippolito Rossi. Sempre il Facchini affrescò la volta dell'aula con la Trinità in Gloria con i Santi Giovanni de Matha e Felice di Valois e la volta presbiteriale con la Discesa dello Spirito Santo. Tutti gli affreschi sono datati 1717.  La contemporanea decorazione dei fondali delle cappelle dell'oratorio è attribuita al pittore Agostino Filippi mentre tutte le opere e tutti i decori di stuccatura sono attribuiti a Antonio Maria Ferraboschi.
L'arredo è completato da un altare in legno intagliato e dorato di stile neoclassico da tribune realizzate in legno dipinto

## Curiosità
- L'oratorio è meglio noto e impropriamente chiamato di San Luigi per via della statua del Santo collocata nell'altare a lui dedicato.[2]